# Epidendrum stalkyi
Epidendrum stalkyi är en orkidéart som beskrevs av Germán Carnevali och Gustavo Adolfo Romero. Epidendrum stalkyi ingår i släktet Epidendrum och familjen orkidéer. Inga underarter finns listade i Catalogue of Life.